# Miroslaw Kowalski
Miroslaw Kowalski (* 18. September 1965 in Tuchola) ist ein deutscher Politiker der CDU. Seit dem 16. November 2023 ist er Landrat des Landkreises Birkenfeld.

## Leben und Beruf
Kowalski wuchs zunächst in Polen auf, 1989 siedelte er nach Deutschland über. Er arbeitete bei der Firma Hügel, später Voestalpine. Daneben studierte er Betriebswirtschaftslehre an der Wirtschaftsakademie Pfalz, das Studium schloss er 2012 als Betriebswirt mit Wirtschaftsdiplom ab. Zuletzt war er bei Voestalpine als Koordinator tätig.
Kowalski ist verheiratet und hat einen Sohn.

## Politik
1999 trat Kowalski in die CDU ein. 2004 wurde er erstmals in den Stadtrat von Birkenfeld gewählt, später zog er auch in den Rat der Verbandsgemeinde und den Kreistag ein. Bei der Kommunalwahl 2014 wurde er zum Stadtbürgermeister von Birkenfeld gewählt. In diesem Amt wurde er bei der Wahl 2019 bestätigt, mit der Wahl zum Landrat legte er es nieder.
Bei der Landtagswahl 2021 kandidierte er für das Direktmandat im Wahlkreis Birkenfeld und auf Platz 33 der Landesliste. Er erhielt 29,0 Prozent der Wahlkreisstimmen und unterlag damit dem SPD-Kandidaten Hans Jürgen Noss mit 30,4 Prozent.
Nach dem Rücktritt von Matthias Schneider wurde Kowalski von der CDU als Kandidat für das Amt des Landrats nominiert. Im ersten Wahlgang erhielt er 34,3 Prozent der Stimmen und lag damit knapp vor der Kandidatin der SPD, Caroline Pehlke, die 33 Prozent erhielt. In der Stichwahl am 15. Oktober 2023 setzte sich Kowalski mit 51 Prozent und einem Vorsprung von 407 Stimmen zu Pehlke durch. Die Amtseinführung fand am 16. November 2023 statt.